# 倫布里達峰
46°28′52″N 9°13′31″E / 46.48111°N 9.22528°E

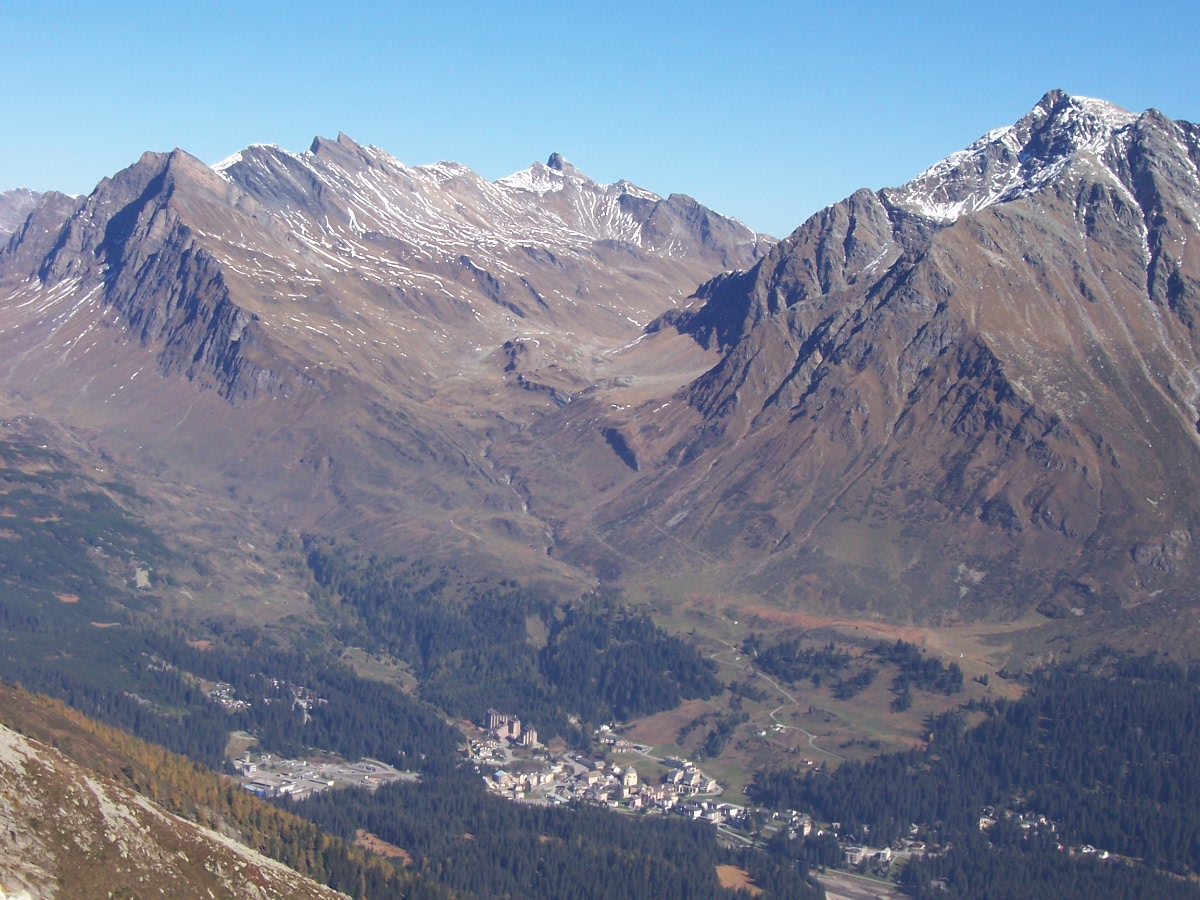

倫布里達峰（Piz de la Lumbreida），是瑞士的山峰，位於該國東南部，由格勞賓登州負責管轄，屬於勒蓬廷山的一部分，海拔高度2,983米，每年平均降雨量1,851毫米。